# Parnac (Indre)
Parnac ist eine französische Gemeinde mit 511 Einwohnern (Stand: 1. Januar 2022) im Département Indre in der Region Centre-Val de Loire; sie gehört zum Arrondissement Le Blanc und zum Kanton Saint-Gaultier. Die Einwohner werden Parnacais genannt.

## Geographie
Parnac liegt etwa 41 Kilometer südsüdwestlich von Châteauroux. An der südwestlichen Gemeindegrenze verläuft der Portefeuille, ein Nebenfluss des Anglin.
Nachbargemeinden von Parnac sind Saint-Gilles und Vigoux im Norden, Bazaiges im Nordosten, Éguzon-Chantôme im Osten, Saint-Sébastien im Südosten, Mouhet im Süden, La Châtre-Langlin im Südwesten, Saint-Benoît-du-Sault im Westen sowie Roussines im Westen und Nordwesten.
Durch die Gemeinde führt die Autoroute A20.

## Bevölkerungsentwicklung
| Jahr                      | 1962 | 1968 | 1975 | 1982 | 1990 | 1999 | 2006 | 2013 |
| Einwohner                 | 1009 | 911  | 769  | 706  | 650  | 562  | 537  | 519  |
| Quelle: Cassini und INSEE |      |      |      |      |      |      |      |      |

## Sehenswürdigkeiten
- Kirche Saint-Martin, Monument historique seit 1925